# 花のれん
『花のれん』（はなのれん）は、山崎豊子の小説。1958年1月号から1958年6月号まで中央公論社の月刊誌『中央公論』に連載され、同年6月に同社から単行本が刊行された。1961年に新潮文庫版が刊行された（2005年には新装版が刊行されている）。第39回直木三十五賞受賞作。主人公のモデルは、吉本興業の創業者・吉本せい。
戦前の上方の寄席小屋や大阪商人の世界を、商売一筋に生きた一人の女性の人生に沿って情緒豊かに描いている。初代桂春団治、エンタツ・アチャコなども実名で登場して花を添える。
1958年に芸術座（菊田一夫脚色・三益愛子主演）で舞台化され、1959年に宝塚映画（配給は東宝）で映画化された。また、1960年と1995年には同名で、1966年から翌年にかけては、『横堀川』（『暖簾』『ぼんち』と本作に着想を得て、脚本家の茂木草介が構築し直したドラマ）として3度テレビドラマ化された。

## あらすじ
多加は大阪の堀江中通りで米問屋を営む家の次女として生まれた。見合いにより呉服問屋・河島屋に嫁ぐ。河島屋は、明治10年頃に、義父の吉太が西船場の横堀筋で創めた店で、船場の呉服問屋としては珍しく、古着を扱ったことから繁盛した店であった。多加の夫である吉三郎は父の急死後、二代目の店主となったが、商売に身が入らず、寄席道楽、女道楽に身を持ち崩し、とうとう、相場に手を出して多額の負債を作り、河島屋の身代を潰してしまう。
多加の、好きで家を潰した寄席や芸人なら、その道楽を元でとして寄席小屋の経営という商売を始めたらどうか、という忠告により、吉三郎は芝居小屋を探し、明治44年7月初め、天満・大阪天満宮の裏手にあった寄席を買い取り、天満亭と名づけた。この時、吉三郎が34歳、多加が25歳。木戸銭を一流の寄席の半額、5銭としたり、多加の発案で、店先で氷の上でゴロゴロと転がして冷やした冷やし飴を売ったりするなどして、次第に人気を得るようになった。
この当時の寄席の花形は落語であった。一流の寄席は南地の法善寺横丁にある金沢亭、紅梅亭を筆頭に、定席の落語興行を行なっていた。上方の落語界は、金沢亭を本拠とする桂派と、紅梅亭を根城にする三友派とが芸を競っていた。開業当初の天満亭は、落語の大御所を呼べるような格ではなく、素人あがりの落語家に、物真似、女講談師、音曲、剣舞、軽口などの興行を行なっていた。落語以外の出し物は色物と呼ばれた。
3年後、大正3年正月、松島の芦辺館を入手することができ、寄席は2軒に増えた。この頃より、吉三郎は席主としての商売に身が入らなくなり、外に妾（てかけ）を作り、挙句の果てに妾宅で急死してしまう。白装束の喪服で夫を送った多加は、以後、女席主として、商売に一心不乱に励むこととなる。大正7年2月、上述の一流寄席、金沢亭を買い取ることに成功した多加（32歳）は、金沢亭を花菱亭と改め、天満亭を天満花菱亭、芦辺館を松島花菱亭と改め、多角経営に乗り出した。この頃には、多加の機転により、落語の師匠たちも高座にあげることができるようになっており、また一流寄席のお茶子を引き抜くことにも成功して、さらに商売を広げていくようになる。

## 出版
- 単行本
  - 『花のれん』（1958年、中央公論社）
- 文庫
  - 『花のれん』（1961年、新潮社）
  - 『花のれん（新装版）』（2005年、新潮社）※活字が大幅に拡大。
- 全集
  - 『山崎豊子全作品』第1巻（1986年、新潮社）※『暖簾』『しぶちん』『船場狂い』『持参金』『死亡記事』『遺留品』『へんねし』『醜男』『晴着』と共に収録。
  - 『山崎豊子全集』第1巻（2003年、新潮社）※『暖簾』『船場狂い』『持参金』『遺留品』『しぶちん』と共に収録。

## 映画

### キャスト
- 淡島千景 - 河島多加
- 花菱アチャコ - ガマ口
- 司葉子 - 京子
- 森繁久弥 - 河島吉三郎
- 石浜朗 - 河島久雄
- 佐分利信 - 伊藤友衛
- 飯田蝶子 - 安来節お種
- 乙羽信子 - お梅
- 浪花千栄子 - 石川きん
- 万代峯子 - お政
- 田村楽太 - 下足番権やん
- 山茶花究 - 織京の主人
- 頭師孝雄 - 巳之助
- 環三千世 - おしの

### スタッフ
- 脚本：八住利雄
- 音楽：芥川也寸志
- 監督：豊田四郎
- 製作：滝村和男、杉原貞雄
- 配給：東宝
- 美術：伊藤熹朔
- 録音：鴛海晄次
- 照明：下村一夫
- 原作：山崎豊子『花のれん』
- 撮影：安本淳[3][4]
- 編集：岩下廣一[3][5]

### 同時上映
- 『デン助のワンタン親爺とシューマイ娘』
  - 脚本：新井一、野木一平 / 監督：板谷紀之 / 主演：大宮敏光

## テレビドラマ

### 1960年版
1960年1月18日、1月25日、フジテレビの『三菱ダイヤモンド劇場』枠（月曜20時30分 - 21時。新三菱重工 (現：三菱自動車工業) 一社提供。）で放送された。全2回。
キャスト
- 万代峰子（萬代峰子）
- 実川延二郎
- 笑福亭松之助
- 北村英三
- 海老江寛
- 荒木雅子
- 中畑道子
- 阿木五郎

| フジテレビ系 三菱ダイヤモンド劇場 | フジテレビ系 三菱ダイヤモンド劇場 | フジテレビ系 三菱ダイヤモンド劇場 |
| 前番組                            | 番組名                            | 次番組                            |
| --------------------------------- | --------------------------------- | --------------------------------- |
| 小指                              | 花のれん （1960年版）             | 馬淵川                            |

### 1962年版
1962年3月26日 - 同年5月7日にTBS系列で放送。放送時間は月曜22時 - 22時30分。主演は森光子で、演出は後年森と結婚（後に離婚）する岡本愛彦。
| TBS系列 月曜22時台後半枠 | TBS系列 月曜22時台後半枠 | TBS系列 月曜22時台後半枠 |
| 前番組                   | 番組名                   | 次番組                   |
| ------------------------ | ------------------------ | ------------------------ |
| 雪国                     | 花のれん （1962年版）    | 斜陽                     |

### 1966年版
1966年4月4日 - 1967年3月27日、『横堀川』としてNHKで放送された。現存する映像は全話のうち4本のみである。

### 1995年版
1995年1月1日にテレビ東京の初春ドラマスペシャルとして21時3分 - 23時54分に放送。全1回。副題に「細腕一本で日本国中を笑いの渦にまき込んだ女性興業師　知恵と度胸の奮戦記」と付け加えている。
キャスト
- 河島多加 - 宮本信子
- 河島吉三郎 - 藤竜也
- 間寛平
- 平田満
- 渋谷天外
- 月亭八方
- 三田和代
- 正司花江
- 宮川大助
- 南條玲子
- 順みつき
- 石丸謙二郎
- 正司歌江
- ナレーター：桂文珍

スタッフ
- 脚本：大薮郁子
- プロデューサー：不破敏之
- 演出：大山勝美
- 音楽：からさき昌一
- 制作協力：KAZUMO
- 制作会社：PROTX
- 製作：テレビ東京

### 2025年版
2025年3月8日に「山崎豊子生誕100年記念」としてテレビ朝日系にて放送された。主演は北川景子。

#### キャスト（2025年版）
河島多加（かわしま たか）
演 - 北川景子
河島吉三郎（かわしま きちさぶろう）
演 - 伊藤英明
伊藤友衛（いとう ともえ）
演 - 上川隆也
市会議員。
ガマ口（がまぐち）
演 - 甲本雅裕
多加の右腕。
河島久男（かわしま ひさお）
演 - 坂東龍汰
多加と吉三郎の間に生まれたひとり息子。
石川きん（いしかわ きん）
演 - 泉ピン子
小銭貸し。
春団治（はるだんじ）
演 - 玉山鉄二
落語家。「爆笑王」と呼ばれる。
お梅（おうめ）
演 - 馬場園梓
河島家のお手伝い。
おしの
演 - 渋谷凪咲
北新地の芸者見習い。吉三郎の愛人。
金沢亭席主（かなざわていせきしゅ）
演 - 笹野高史
寄席「金沢亭」の席主。
孫一（まごいち）
演 - 吹越満
多加の実父。
杉田（すぎた）
演 - 金山一彦
吉三郎と多加が開いた2軒目の寄席「芦辺館」の支配人。
松鶴（しょかく）
演 - 月亭方正
人気落語家。春団治と肩を並べる。
エンタツ・アチャコ
演 - ミルクボーイ（内海崇・駒場孝）
しゃべくり漫才コンビ。
織京（おりきょう）
演 - 本多力
京都の織元の主人。

#### スタッフ（2025年版）
- 原作 - 山崎豊子『花のれん』（新潮文庫刊）[6]
- 脚本 - 吉田紀子[6]
- 音楽 - 𠮷川清之
- 主題歌 - 野田愛実「TSUBOMI」（avex trax）[10][11]
- 語り - 大下容子（テレビ朝日）[9]
- 撮影 - 関照男
- 監督補 - 濱龍也
- 落語指導 - 森乃阿久太[12]
- 詩吟・剣舞指導 - 安倍秀風
- 講談指導 - 旭堂南歌[13]
- 安来節指導 - 高木妙（安来節保存会関西支部）
- 脚本監修 - 矢代新一郎、菊池亮
- ゼネラルプロデューサー - 横地郁英（テレビ朝日）[6]
- 監督 - 竹園元（テレビ朝日）[6]
- プロデューサー - 竹園元（テレビ朝日）、土田真通（東映）、百瀬龍介（東映）、丸山真哉（東映テレビプロダクション）[6]
- 制作協力 - 東映京都撮影所
- 企画協力 - 一般社団法人山崎豊子著作権管理法人、新潮社[6]
- 制作 - テレビ朝日、東映[6]